# Sterculia subviolacea
Sterculia subviolacea är en malvaväxtart som beskrevs av Karl Moritz Schumann. Sterculia subviolacea ingår i släktet Sterculia och familjen malvaväxter. Inga underarter finns listade i Catalogue of Life.